# Claire Ferchaud
Claire Ferchaud, en religion sœur Claire de Jésus Crucifié, est née au Puy-Saint-Bonnet le 5 mai 1896 et décédée à Loublande le 29 janvier 1972. Mystique pratiquant la dévotion au Sacré-Cœur de Jésus, elle a demandé de faire apposer sa représentation sur le drapeau français pendant la Première Guerre mondiale, conformément à une mission qu'elle dit avoir reçu du Christ.
Elle a vécu au couvent des Rinfilières à Loublande dans les Deux-Sèvres.

## Enfance

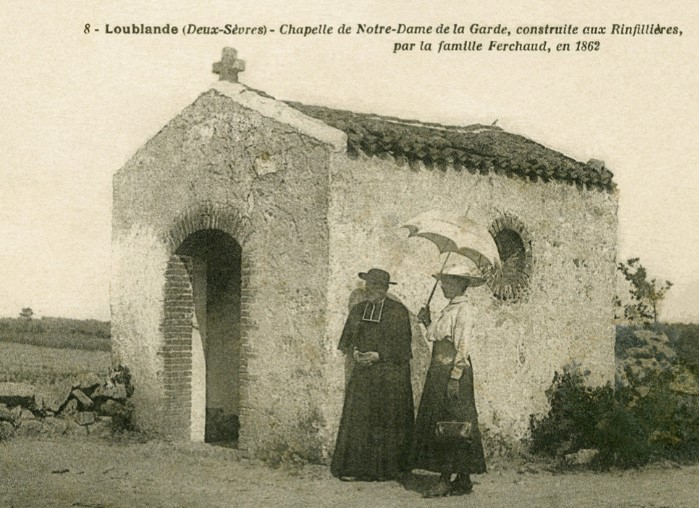
La chapelle édifiée par sa famille (Loublande) Puy St Bonnet en 1862.

Claire Ferchaud est née à quelques kilomètres de Saint-Laurent-sur-Sèvre, dans la petite bourgade du Puy-Saint-Bonnet, dans le bocage. Sa famille, très pieuse, s'honorait d'avoir caché un prêtre réfractaire durant les guerres de Vendée dans la propre ferme où est née Claire, et avait fait construire en 1862, à ses frais et sur son terrain, une petite chapelle dédiée à Notre-Dame de la Garde, appelée la chapelle des Rinfillières.
Elle est la fille d'agriculteurs vendéens, Jean-Baptiste Ferchaud (1856-1921) et Marie-Laurence Siaudeau (1866-1933). La fratrie compte six enfants : trois filles et trois garçons.
Enfant, elle fréquente l’école libre du Sacré-Cœur et depuis sa plus tendre enfance, elle déclare être sujette à des apparitions. Le Christ, la Vierge Marie viendraient à sa rencontre et lui délivreraient des messages.
Elle fait sa première communion le 12 mai 1907 au Puy-Saint-Bonnet, et est confirmée le 28 avril 1910 à La Chapelle-Largeau. Pendant la Première Guerre mondiale, alors que deux de ses frères sont mobilisés et sur le front, Claire part faire une retraite spirituelle ; elle a alors 20 ans.

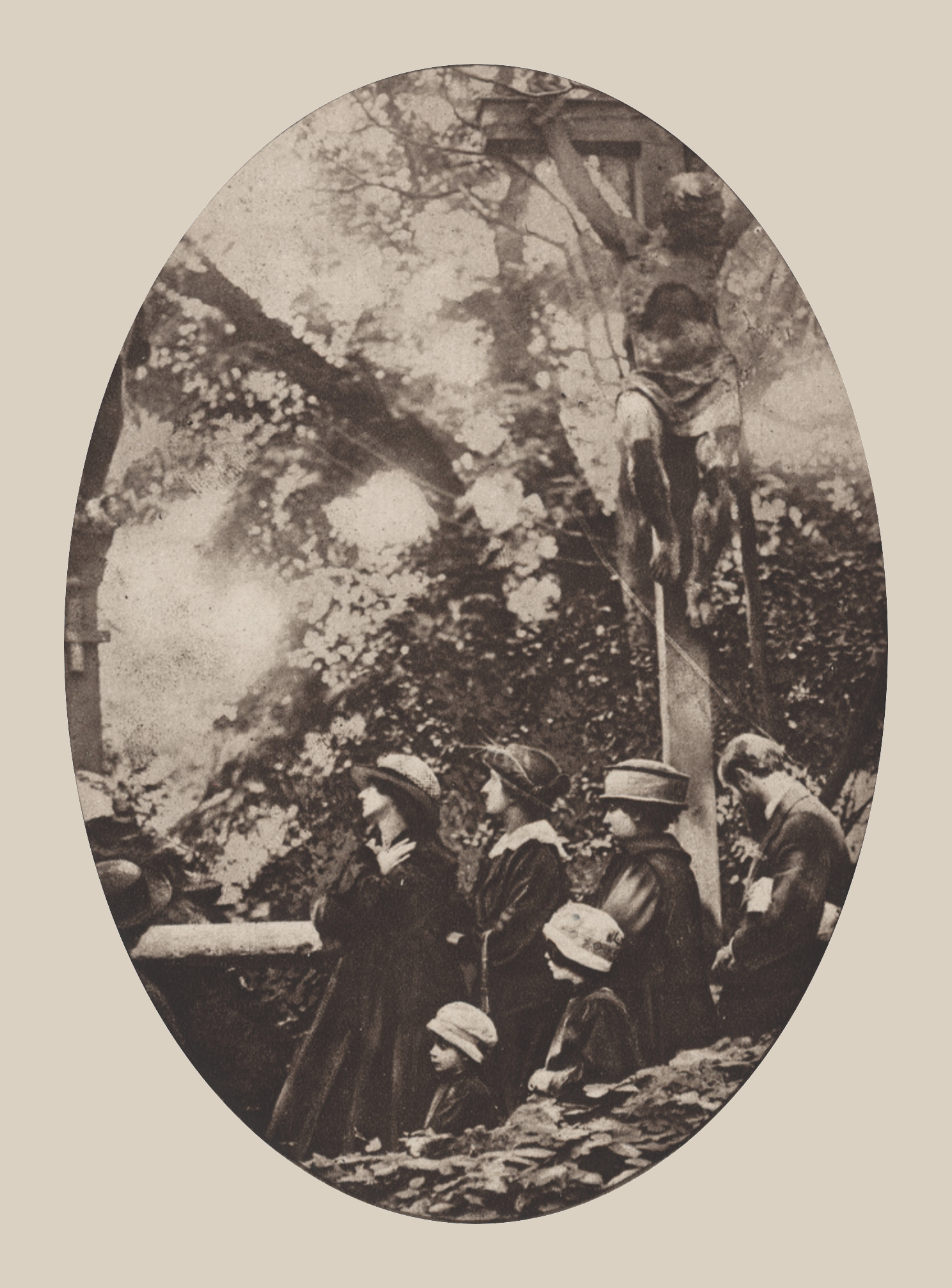
Claire Ferchaud priant devant le calvaire de l'ancienne église Saint-Pierre à Montmartre (1918).

Fin 1916, elle dit avoir eu la vision de Jésus lui montrant son Cœur « lacéré par les péchés de l’humanité » et traversé par une plaie profonde encore : l’athéisme. Elle s'en confie au curé de Loublande, l'abbé Audebert, qui lui demande de relater par écrit ses visions.

## L'appel aux instances politiques & militaires

### La rencontre avec le président de la République
Elle se considère comme investie d'une mission par le Christ : contacter le président Raymond Poincaré, lui demander de se convertir, d'« aller dans le droit chemin qui est la civilisation chrétienne [...] de montrer le bon exemple en combattant la franc-maçonnerie », de faire apposer l'image du Sacré-Cœur sur le drapeau national et que l'Armée française autorise le port de cet emblème sur les uniformes des soldats. De tout cela dépendra la victoire sur l'ennemi. Elle écrit au président de la République pour lui demander audience le 16 janvier 1917. 
Grâce à l’intervention insistante d'Armand-Charles de Baudry d'Asson (père d’Armand-Quentin de Baudry d'Asson), député royaliste de Vendée, elle est reçue le 21 mars à l’Élysée où elle vient délivrer son message : « Le Sacré-Cœur veut que la France officielle reconnaisse Dieu pour maître », « La France doit montrer que la religion n’y est plus persécutée en acceptant de peindre le Sacré-Cœur sur son drapeau ». 
Le président lui explique qu'il ne peut, à lui seul, « défaire des lois » et que l'on ne peut modifier quoi que ce soit sur le drapeau national. Il semble lui promettre de poser la question à la Chambre des députés, mais il n'en fait rien. Claire Ferchaud lui envoie donc un second courrier le 1er mai, qui restera lui aussi sans effet. Après cet échec, elle décide fin 1917 de fonder une communauté indépendante de « vierges réparatrices » qui regroupe au départ six jeunes femmes. Claire Ferchaud prend le nom en religion de « Sœur Claire de Jésus Crucifié » et installe son couvent dans les locaux de l'ancien patronage, rebaptisés « Maison du Sacré-Cœur ».

### L'appel aux généraux
Sa démarche n’ayant pas abouti auprès des autorités politiques, Claire Ferchaud va en tenter une auprès des militaires. Le 7 mai 1917, elle adresse une lettre d'avertissement à quatorze généraux d'armées, demandant « que l'image du Sacré-Cœur, signe d'espérance et de salut, brille officiellement sur nos couleurs nationales ». Cette lettre fut écrite en quinze exemplaires et envoyée aux généraux suivants : 
- Hubert Lyautey, ministre de la Guerre dans le précédent gouvernement d'Aristide Briand ;
- Philippe Pétain, généralissime ;
- Joseph-Alfred Micheler, commandant la 1re armée ;
- Adolphe Guillaumat, commandant la 2e armée ;
- Georges-Louis Humbert, commandant la 3e armée ;
- Henri-Joseph-Eugène Gouraud,  commandant la 4e armée, surnommée « Armée de Fontainebleau » ;
- Fénelon-François-Germain Passaga, commandant le 32e corps d'armée ;
- Paul Maistre, commandant la 6e armée ;
- Antoine Baucheron de Boissoudy, commandant la 7e armée ;
- Augustin Gérard, commandant la 8e armée ;
- Denis-Auguste Duchêne, commandant la 10e armée ;

ainsi qu'aux généraux : de Castelnau, Nivelle, Fayolle, et Foch.

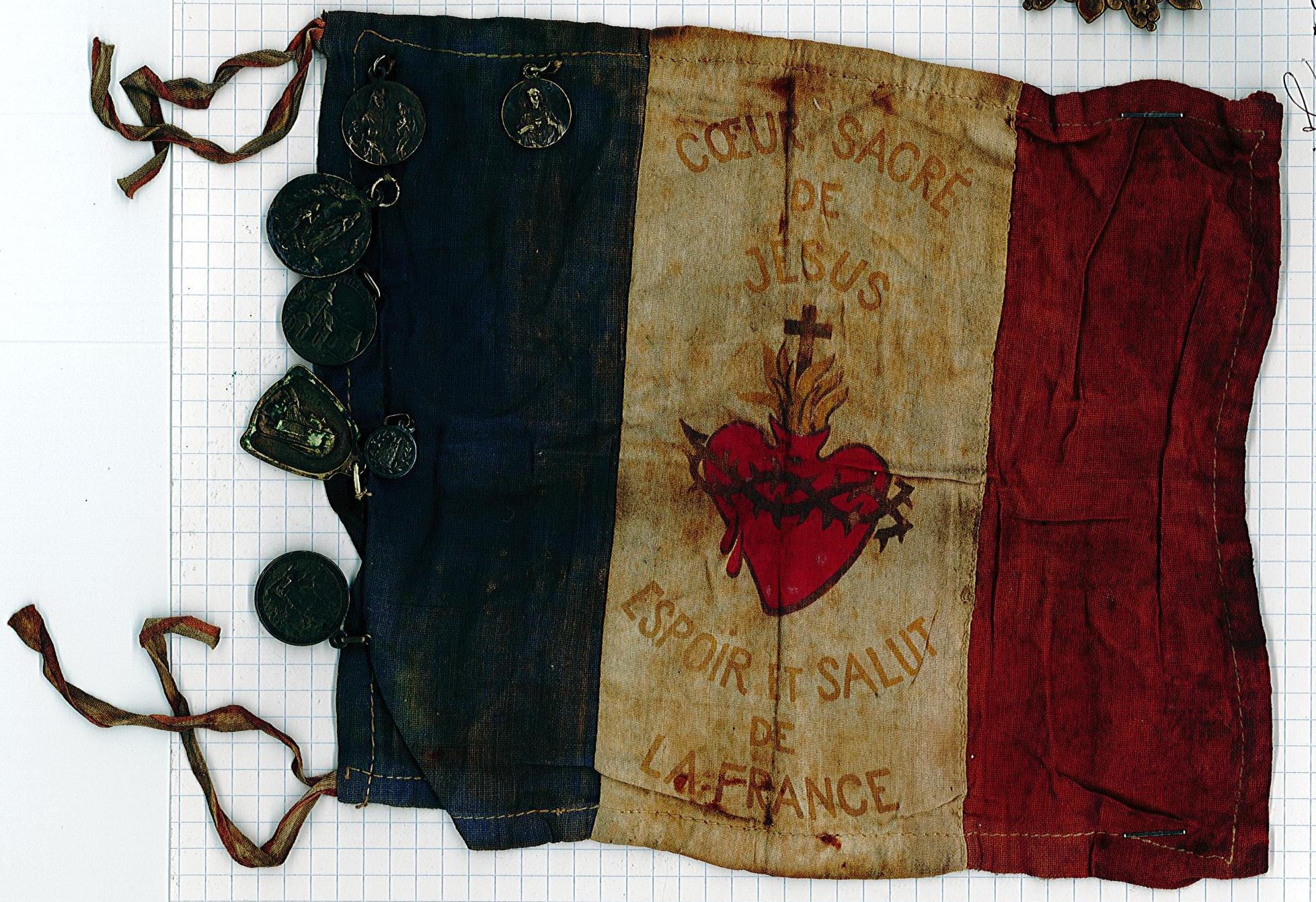
Le fanion marqué du Sacré-Cœur porté par des soldats lors de la Grande Guerre.

On sait aujourd'hui — deux sources l'attestent — que seul le général Foch (commandant le 20e corps d'armée de Nancy, puis commandant suprême des Forces alliées) a consacré les forces des armées françaises et alliées au Sacré-Cœur le 16 juillet 1918 au cours d'une cérémonie privée. Les fidèles de Claire Ferchaud ne manquèrent pas de faire remarquer que c’est lui qui remporta la victoire finale quelques mois plus tard.
Le Sacré-Cœur sera invoqué durant ce conflit par des millions de fidèles, mais ne sera jamais placé sur les étendards. De fait, l'image du Sacré-Cœur, diffusée à des millions d'exemplaires, était déjà bien présente dans les tranchées, au point qu'une circulaire du ministère de la Guerre du 6 août 1917 (contresignée par Pétain) en interdit l'exhibition.

## Le jugement de l'Église

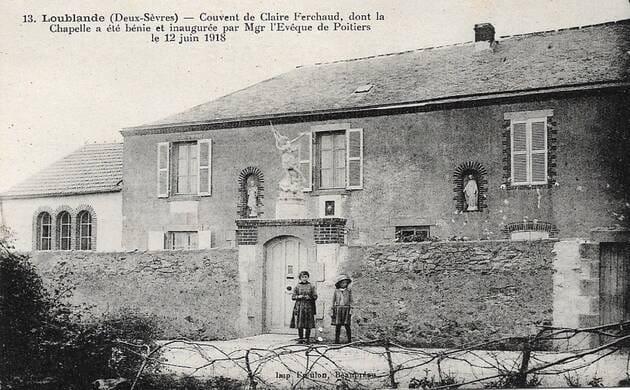
Le couvent de Claire Ferchaud à Loublande.

Juste après les visions qu'elle dit avoir, elle est interrogée le 28 décembre 1916 par la commission épiscopale de Poitiers[réf. nécessaire]. Dans un premier temps, elle bénéficie de l'appui des autorités religieuses : c'est ainsi que Joseph-Marie-Louis Humbrecht, archevêque de Poitiers, autorise la fondation en décembre 1917 et vient bénir la chapelle le 12 juin 1918. Une statue de la bienheureuse Jeanne d'Arc (qui ne sera canonisée que deux ans plus tard) surmonte le portail d'entrée, en référence au surnom donné à la supérieure : « la Jeanne d’Arc de la guerre de 14 ». À la fin de la guerre, les visiteurs et les pèlerins se font de plus en plus nombreux à Loublande.
Cependant, le 12 mars 1920, un décret du Saint-Office désavoue les dires de Claire Ferchaud en estimant que les « faits de Loublande » « ne peuvent être approuvés ». Le cardinal Léon Adolphe Amette dira par la suite avoir regretté de « n'avoir pu découvrir une inspiration surnaturelle » dans les déclarations de la mystique. Selon l'historien Maurice Bedon, « le message sans nuance de Claire Ferchaud et la condamnation frontale de la franc-maçonnerie ne peut qu’embarrasser la hiérarchie catholique française » dans le climat de dégel qui fait suite à l'Union sacrée.
En octobre 1940, le nouvel évêque du lieu Edouard Mesguen supprime les privilèges de la chapelle, ce qui équivaut à sa fermeture. Mais Loublande semble obtenir les faveurs du cardinal Ottaviani, alors secrétaire du Saint-Office, qui aurait déclaré : « Le calvaire de Loublande est terminé », et la chapelle rouvre ses portes au public en juillet 1964.

### La «messe perpétuelle» sur la France
Dans ses Notes autobiographiques, Claire Ferchaud explique avoir reçu une triple mission de la part du Christ : obtenir l'effigie du Sacré-Cœur sur le drapeau national, la fondation d'une œuvre expiatrice et la « messe perpétuelle » à l'intention de la France, un groupe de prêtres se relayant pour célébrer un triduum de messes en continu.

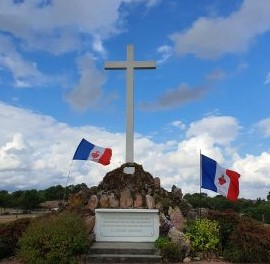
Pèlerinage à Loublande à l'autel de la "Messe perpétuelle"

Cet objectif correspond à une vision qu'elle dit avoir eue aux âges de 5 ans, 11 ans et 14 ans : sur le coteau le plus haut des Rinfillières où elle gardait ses moutons, elle avait vu « une immense croix qui touchait le ciel et dont la base était formée de quatre autels orientés vers les quatre points cardinaux, où des prêtres se succédaient jour et nuit pour célébrer la Sainte Messe ». Dans ce but, sur les hauteurs de Loublande sont érigés en 1948 la grande croix et les quatre autels.
En 1922, elle en confie la signification au R.P. Lémius, recteur de la basilique du Sacré-Cœur de Montmartre, et à l'évêque de Poitiers, Olivier de Durfort de Civrac, qui plaide sa cause auprès de Benoît XV. Elle se rend à Rome en 1925, où elle est reçue au Saint-Office par le cardinal Merry del Val, qui lui aurait avoué, en faisant allusion au décret : « Non, mon enfant, vous n’êtes pas condamnée, mais la politique s’en est mêlée ».

Sur le sens de cette messe perpétuelle, elle écrit :
« En notre temps de perversion, de l’athéisme officiel monstrueux des individus et des Nations, les sacrifices d’âmes généreuses, les actes de piété, la multiplicité des œuvres semblent insuffisants pour endiguer le mal, redresser les esprits, éteindre les haines, et attirer le pardon et la paix de Dieu sur les peuples. Il ne s’agit plus d’une portion du globe, c’est toute la terre qui, dans un océan d’orgueil, brave son Créateur et son Souverain. C’est donc au nom de l’Univers qu’un Autel, sur un point précis, ferait monter vers le Père, Dieu éternel, sans interruption, le Seul Très Saint, l’Unique efficace Sacrifice de l’Agneau sans tache, Sacrifice divin, centre et union de toute vie religieuse, de tout acte s’adressant au Seigneur, de tout apostolat, de toute famille, de toute vie humaine, afin que l’Auguste Trinité ne voie plus de la terre que ce divin Creuset où les pauvres actes de vertus sont changés en l’Amour d’un Dieu offert à Dieu. »
Parmi les prêtres qui ont œuvré à cette intention, on compte le R.P. Albert Hus (1913-1992), supérieur des Montfortains de Saint-Laurent-sur-Sèvre de 1955 à 1964, qui a plaidé auprès des instances romaines en faveur de la cause de Claire Ferchaud.
Inhumée au cimetière de Loublande, sa stèle porte l'inscription : « Humble victime d'expiation, elle fut obéissante jusqu'à la mort, dans l'amour de l'Église et de la France ».